# 구독 사업 모형
구독 사업 모형 또는 서브스크립션 비즈니스 모델(subscription business model)은 고객이 제품 또는 서비스에 접근하기 위해 정기적으로 반복적인 요금을 지불해야 하는 사업 모형이다. 이 모델은 17세기 책과 정기 간행물 발행인에 의해 개척되었다. 특히 현재는 구독 모델에 더 자연스럽게 어울리는 디지털 제품에 이 모델이 흔하게 적용된다.
구독은 소비자에게 더 편리하고 번거롭지 않은 거래가 될 수 있다. 하지만 일부 소비자들의 관성 때문에, 자신들이 구독하고 있다는 사실을 인지하지 못해 더 이상 가치를 느끼지 못하는 구독 서비스에 실수로 계속 비용을 지불할 수도 있다.

## 구독
제품을 개별적으로 판매하는 대신, 구독은 제품 또는 서비스의 주기적인 (매일, 매주, 격주, 매월, 반년, 매년 또는 계절별) 사용 또는 접근을 제공하거나, 오페라단과 같이 공연 중심의 조직의 경우 한 시즌 동안 예정된 공연 중 특정 수 (예: 5~15개)의 전체 공연 티켓을 제공한다. 따라서 제품의 일회성 판매는 반복적인 판매가 되어 브랜드 충성도를 구축할 수 있다.
이 모델을 사용하는 산업에는 통신판매 책 판매 클럽 및 음악 판매 클럽, 개인 웹 메일 제공업체, 케이블 텔레비전, 유료 텔레비전 채널을 제공하는 위성방송 제공업체, 다운로드 가능한 음악 또는 전자책이 있는 디지털 카탈로그 제공업체, 오디오북, 위성 라디오, 전화 회사, 이동 통신망 사업자, 인터넷 제공업체, 소프트웨어 게시자, 웹사이트 (예: 블로그 웹사이트), 비즈니스 솔루션 제공업체, 금융 회사, 헬스클럽, 잔디 깎기 및 제설 서비스, 의약품, 아파트 임대, 재산세, 그리고 전통적인 신문, 잡지 및 학술지가 포함된다.
구독 갱신은 주기적이며 자동으로 활성화될 수 있어, 새로운 기간의 비용이 신용카드 또는 당좌 예금 계좌에 대한 사전 승인된 청구로 자동 지불된다. 온라인 게임 및 웹사이트에서 이 모델의 일반적인 변형은 프리미엄 모델로, 첫 번째 콘텐츠 계층은 무료이지만 프리미엄 기능(예: 게임 파워업 또는 기사 아카이브)에 대한 접근은 유료 구독자로 제한된다.
프리미엄 모델 외에도 다른 구독 가격 변형이 인기를 얻고 있다. 예를 들어, 계층형 가격 모델은 서비스형 소프트웨어(SaaS) 플랫폼에서 자주 사용되며, 고객에게 구독 계층에 따라 다른 접근 수준과 기능을 제공한다. 이 모델은 고객 요구 사항에 맞게 서비스를 조정하는 데 특히 효과적이다. 또 다른 접근 방식은 사용량 기반 가격 모델로, 고객의 서비스 또는 제품 활용도에 따라 요금을 계산한다. 이 모델은 특히 고객 사용량이 크게 달라지는 서비스에서 점점 더 널리 보급되고 있다.

### 유형 및 사례
구독에는 여러 가지 범주가 있다:
- 고정된 상품 또는 서비스 집합에 대한 구독.
  - 신문이나 잡지와 같은 정기 간행물에는 여러 종류의 구독이 있다:
    - 유료 부수
    - 비유료 부수
    - 통제 부수

  - 구독 상자에는 다양한 소비재가 포함된다.
    - 지역 사회 지원 농업
    - 식사 배달 서비스
    - 밀 키트 배달 서비스
- 서비스 또는 서비스 집합의 무제한 사용에 대한 구독. 사용은 개인적이며 가족에게 양도할 수 없거나, 특정 상황에서는 서비스를 동시에 이용하는 그룹에게 허용될 수 있다. 출판 업계에서는 여러 학술지 묶음에 대한 할인된 가격의 구독을 "빅 딜"이라고 부른다.[6]
  - 서비스형 소프트웨어
- 고객이 주기적으로 제품을 구매하기 위해 구독하는 종량제 구독. 이는 고객이 주기적으로 제품을 찾아 구매해야 할 필요가 없으므로 편리 모델이라고도 불린다. 이 모델은 Dollar Shave Club, 버치박스, OrderGroove와 같은 회사들에 의해 대중화되었다. 이들의 성공을 기반으로 많은 다른 소매업체들도 구독 모델 서비스를 제공하기 시작했다.[7]
  - 예를 들어, 회사에서 철도 패스를 구독하는 것은 개별화되지 않을 수 있지만, 회사 직원 전체가 서비스를 사용할 수 있도록 허용할 수 있다. 이러한 유형의 구독은 무제한 공급되는 상품이나 많은 럭셔리 서비스에는 드물다.
- 기본 접근 또는 최소한의 서비스에 대한 구독과 사용량에 따른 추가 요금. 기본 전화 서비스는 월 사용에 대해 미리 정해진 요금을 지불하지만, 장거리 전화, 안내 서비스, 유료 통화 서비스와 같은 다른 서비스에 대해 추가 요금이 부과될 수 있다. 기본 서비스가 무료로 제공될 때 이 사업 모델은 종종 프리미엄으로 불린다.
- 온라인 구독은 크라우드펀딩을 사용하여 콘텐츠 제작자를 지원한다. 팬들은 콘텐츠 제작자와 소통하고 팁을 보낼 수 있으며, 독점 유료 콘텐츠에도 접근할 수 있다. 인기 있는 예시로는 Patreon과 OnlyFans가 있다.

### 출판
출판 분야에서 구독 모델은 일반적으로 페이월, 유료 웹사이트 또는 기타 "유료 접근" 시스템(오픈 액세스와 대조되는 이름)을 포함한다. 디지털 광고 수익이 감소함에 따라, 안정적인 수입원으로 인식되는 유료 구독 모델이 더 많은 출판사들에게 선호되고 있다.

## 학술지
학술 출판 분야에서 구독 사업 모형은 특정 학술지 또는 학술회의의 논문이 구독자에게만 제공되는 것을 의미한다. 구독은 일반적으로 대학교 및 기타 고등 교육 기관과 연구 기관에 판매되지만, 일부 학술 출판사는 개인 구독 또는 개별 논문에 대한 접근 권한도 판매한다.
신문과 같은 다른 매체와 달리, 학술 출판사에 대한 구독료는 일반적으로 콘텐츠 제작 지원에 사용되지 않는다. 과학 논문은 과학자들이 작성하고 다른 과학자들이 업무의 일환으로 동료 심사를 한다. 출판사는 논문 저자와 심사자에게 비용을 지불하지 않는다. 이러한 점에서 구독 모델은 오픈 액세스 운동의 지지자들에 의해 바람직하지 않다고 비판받았다.
구독 모델을 사용하는 학술 출판물은 오픈 액세스 출판물과 대조적으로 "폐쇄 접근"이라고 불린다.

## 효과

### 판매자
기업은 구독자와의 계약 기간 동안 구독자로부터 예측 가능하고 지속적인 수익 흐름을 보장받으므로 이익을 얻는다. 이는 불확실성과 사업의 위험성을 크게 줄일 뿐만 아니라, 종종 선불 결제를 제공하며(잡지 및 콘서트 티켓과 같이), 고객이 서비스를 사용하는 데 크게 몰입하게 하여 현재 계약이 만료될 때 다음 기간 계약을 체결할 가능성을 높인다.
예를 들어, 통합 소프트웨어 솔루션에서 구독 가격 구조는 반복 구독으로 인한 수익 흐름이 단순한 일회성 구매 수익보다 훨씬 더 크도록 설계되었다. 일부 구독 방식(잡지 등)은 구독자가 특정 호를 수락하거나 거부할 수 없도록 하여 판매를 증가시키기도 한다. 이는 고객 확보 비용을 줄이고 맞춤형 마케팅 또는 데이터베이스 마케팅을 가능하게 한다. 그러나 이 시스템은 기업이 구독을 관리하고 추적할 수 있는 정확하고 신뢰할 수 있으며 시기적절한 방법을 갖추어야 한다.
마케팅 분석가의 관점에서, 구독은 일반적으로 계약상의 합의를 포함하므로 판매자는 현재 활성 회원의 수를 알 수 있다는 추가적인 이점이 있다. 이러한 소위 '계약적' 환경은 분석가가 누가 활성 고객이고 누가 최근에 이탈했는지 알기 때문에 고객 관계 관리를 크게 용이하게 한다.
추가적인 이점으로는 비반복적 사업 모델보다 높은 평균 고객 생애 가치(ACLV), 구매에서 옵트아웃 결정으로 전환하면서 더 큰 고객 관성과 더 헌신적인 고객 기반, 그리고 다른 제품이나 서비스를 상향 판매 및 교차 판매할 더 많은 잠재력이 있다.
어도비 및 오토데스크와 같은 일부 소프트웨어 회사들은 영구 라이선스 모델에서 "서비스형 소프트웨어"로 알려진 구독 모델로 전환했다. 이러한 전환은 판매 및 고객 지원 조직에 중요한 영향을 미친다. 시간이 지남에 따라 대규모 거래를 성사시킬 필요성이 줄어들어 판매 비용이 낮아진다. 그러나 유료 고객이 만족하도록 고객 지원 조직의 규모는 증가한다.

### 고객
소비자들은 제품을 정기적으로 구매할 것이라고 생각하고 비용을 절약할 수 있다고 믿으면 구독이 편리하다고 생각할 수 있다. 고객은 제품 또는 서비스의 반복 배송에 대한 시간을 절약한다.
클럽 및 단체를 지원하기 위해 존재하는 구독은 구독자를 "회원"이라고 부르며, 유사한 관심사를 가진 그룹에 대한 접근 권한을 부여받는다.
구독 가격은 고가의 품목을 지불하기 쉽게 만들 수 있는데, 이는 대개 할부로 지불할 수 있어 제품이 더 저렴해 보이게 할 수 있기 때문이다. 반면에 대부분의 신문 및 잡지 유형 구독은 선불로 지불해야 하므로 일부 고객이 구독하지 못하게 할 수 있다. 고정 가격은 해당 서비스를 자주 사용하는 소비자에게는 이점이 될 수 있다. 그러나 서비스를 자주 사용할 계획이었지만 나중에 그렇지 않은 고객에게는 불리할 수 있다. 패키지 비용을 지불하겠다는 약속이 단일 구매보다 더 비쌌을 수도 있다. 또한, 구독 모델은 벤더 종속 가능성을 높일 수 있으며, 이는 소프트웨어 가용성에 사업이 의존하는 고객에게 치명적인 사업상 중요한 영향을 미칠 수 있다. 예를 들어, 주기적으로 라이선스 상태를 확인하기 위한 라이선스 서버에 대한 온라인 연결이 없으면, 구독 모델 하의 소프트웨어는 일반적으로 작동을 멈추거나 프리미엄 버전의 기능으로 되돌아가게 되어 인터넷 접근이 없는 원격지나 특히 보안 환경에서 소프트웨어를 계속 사용하는 것이 불가능하게 된다. 또한, 공급업체가 버전 또는 소프트웨어 지원을 중단하거나 심지어 폐업하여 고객이 구독을 갱신하고 소프트웨어로 유지 관리되는 데이터 또는 디자인에 접근할 기회를 잃게 된 경우(일부 사업에서는 오래된 파일에도 수십 년 동안 완전한 접근 권한을 갖는 것이 중요하다). 또한, 소비자들은 반복적인 지불이 부담스럽다고 느낄 수 있다.
구독 모델은 종종 기업이 고객으로부터 상당한 양의 정보(예: 잡지 우편 목록)를 수집하도록 요구하거나 허용하며, 이는 프라이버시 문제를 야기한다.
구독 모델은 공급업체가 제품을 개선하도록 강요한다면 소프트웨어 구매자에게 이점이 될 수 있다. 따라서 고객이 구독을 갱신할 때 일회성 거래에서는 발생하지 않을 수 있는 심리적 현상이 발생할 수 있다. 구매자가 서비스에 만족하지 않으면 구독을 만료시키고 다른 판매자를 찾을 수 있다.

### 환경
고객이 받은 품목 중 일부만 필요하거나 원할 수 있으므로, 제품에 따라 폐기물 발생 및 환경에 부정적인 영향을 미칠 수 있다. 더 많은 생산량, 더 많은 에너지 및 천연 자원 소비, 그리고 그에 따른 더 높은 처리 비용이 발생한다.
구독 모델은 반대 효과도 만들어낸다. 이는 잔디 깎기 서비스 구독으로 설명할 수 있다. 여러 가구를 위해 잔디를 깎을 때 단일 예초기의 효과적인 사용이 증가한다. 모든 가족이 서비스 제공 예초기만큼 많이 사용되지 않는 예초기를 소유하는 대신, 예초기 생산을 위한 자원 사용은 감소하는 반면 잔디는 계속 깎인다.

## 같이 보기
- 결제 시스템
- 회계 항목 색인
- 경제학 개요
- 재무 회계 항목 목록#F
- 마케팅 개요
- 지대추구
- 페이 투 플레이